# Проспект Металлургов (Самара)
Проспе́кт Металлу́ргов находится в Кировском районе города Самары. Своё начало он берёт от пересечения с улицей Каховского, заканчивается после улицы Алма-Атинской у металлургического завода.

## Этимология годонима
Первоначально проспект Металлургов именовался улицей Сталинабадской. Своё нынешнее имя он получил в 1961 году.

## История улицы
В 1951 году было принято решение о строительстве в городе Куйбышеве (так называлась тогда Самара) металлургического завода по производству алюминиевого проката. 4 ноября 1955 был отлит первый слиток. 5 июля 1960 года завод был принят в эксплуатацию правительственной комиссией Совета Министров РСФСР.
Первым директором Куйбышевского металлургического завода стал Павел Петрович Мочалов, он занимал эту должность до 1979 года. При его непосредственном участии быстрыми темпами развивалась инфраструктура городка металлургов. В декабре 1951 года началось строительство первых домов для работников завода.
1 ноября 1954 года — был введён в эксплуатацию клуб «Октябрь». В 1957 году — был открыт стадион «Металлург» (тогда еще с земляными трибунами). В 1959 году был открыт Дворец культуры Металлургов.

## Достопримечательности
- Стадион «Металлург». Начиная с 1970 года здесь проводит свои домашние матчи футбольная  команда «Крылья Советов».
- Парк культуры и отдыха им. 50-летия Октября. На территории парка находится озеро, в центре которого располагается фонтан «Царевна-лебедь», вновь заработавший в 2013 году после длительного перерыва. Ранее в парке было несколько аттракционов, в том числе «Орбита» и «Чёртово колесо», но в начале 2000-х годов они были демонтированы[источник не указан 4041 день].
- Площадь Мочалова. Расположена на пересечении проспекта Металлургов с улицами Елизарова и Марии Авейде. Здесь находятся Дворец культуры металлургов и здание бывшего кинотеатра «Октябрь», ныне являющееся торговым центром.
- Православный храм  в честь Святого Равноапостольного Князя Владимира[2]

## Памятники
- Вечный огонь и стела Солдат Победы расположены у центрального входа в Парк Металлургов, со стороны улицы Елизарова. Стела с Вечным огнём была открыта в 1995 году.
- Памятник Ленину расположен в сквере у металлургического завода, который в советский период носил имя В. И. Ленина.
- Мемориальная доска Павлу Мочалову на здании ДК Металлургов была открыта в 2010 году. Годом ранее мемориальная доска появилась на проходной Самарского металлургического завода, первым директором которого и был Павел Петрович Мочалов.

## Интересный факт
На участке проспекта Металлургов от улицы Марии Авейде до улицы Строителей (280 метров) расположены 8 обувных магазинов, что является рекордным показателем для Самары.